# Duva (släkt)
Duva var en dansk släkt som under medeltiden invandrade till Sverige. 
Den förste kände personen inom släkten Duva i Sverige var väpnaren Peter Duva, vars far Mårten Duva skall ha varit från Danmark. Peter Duva nämns i brev mellan 1435 och 1458. I fyra brev omtalas att Peters mormor var fru Cecilia Filipsdotter (Bjälboättens oäkta gren), änka efter riddaren Nils Kurke (Kurck, äldre ätten). Peter Duva var gift med Ingrid Jönsdotter. De hade sonen Jens Duva.